# اندازه بامزه
اندازه بامزه (انگلیسی: Fun Size) فیلمی در ژانر کمدی به کارگردانی جاش شوارتز است که در سال ۲۰۱۲ منتشر شد. از بازیگران آن می‌توان به ویکتوریا جاستیس، توماس مان، جین لوی، چلسی هندلر و جاش پنس اشاره کرد.